# Вечера на хуторе близ Диканьки (фильм, 2001)
«Вечера на хуторе близ Диканьки» — российско-украинская кинокомедия-мюзикл по мотивам произведения Николая Васильевича Гоголя «Ночь перед Рождеством». Премьера фильма состоялась на телеканалах «ОРТ» (Россия) и «Интер» (Украина) 1 января 2002 года. В 2003 году фильм был издан на DVD.
Действие фильма о всепобеждающей любви Вакулы и Оксаны разворачиваются в XVIII веке в живописном украинском селе Диканька и в царском дворце в Санкт-Петербурге накануне Рождества.
Дворцовые сцены фильма снимались в Мариинском дворце Киева.

## Сюжет
Фильм состоит из двух серий. Действие первой серии происходит в украинском поселке Диканька. Во второй части зритель вместе с главным героем переносится в Петербург, чтобы оттуда с черевичками вернуться в родную Диканьку.

## В ролях
| Персонаж           | Актёр                                           |
| ------------------ | ----------------------------------------------- |
| Кузнец Вакула      | Олег Скрипка                                    |
| Оксана             | Ани Лорак                                       |
| Чёрт               | Филипп Киркоров                                 |
| Солоха             | Лолита Милявская                                |
| Императрица        | Лидия Федосеева-Шукшина                         |
| Пан Голова         | Юрий Мажуга                                     |
| Подружки Оксаны    | Алёна Винницкая Надежда Грановская              |
| Друзья Вакулы      | Александр Пономарёв Андрей Кузьменко            |
| Казак Пацюк        | Виктор Степанов                                 |
| Казак Чуб          | Анатолий Дяченко                                |
| Казак Панас        | Владимир Горянский                              |
| Дьяк               | Виталий Линецкий                                |
| Потёмкин           | Георгий Дрозд                                   |
| Сердючка           | Андрей Данилко                                  |
| Сельская сплетница | Ольга Сумская                                   |
| Княгиня            | Таисия Повалий                                  |
| Казак Свербыгуз    | Виктор Цекало                                   |
| Казаки во дворце   | Сергей Сахно Александр Пипа Евгений Рогачевский |

## Съёмочная группа

Кадр с названием фильма

- Режиссёр-постановщик: Семён Горов.
- Автор сценария: Антон Фридлянд.
- Оператор-постановщик: Алексей Степанов.
- Музыка и тексты песен: Константин Меладзе.
- Художники-постановщики: Алексей Левченко и Михаил Левченко.
- Звукорежиссёры: Александр Цельмер и Любовь Цельмер.
- Художник по костюмам: Анжела Лисица.
- Художник по гриму: Ирина Белина.
- Исполнительный продюсер: Тарас Гавриляк.
- Продюсерская группа: Сергей Амеличев и Ольга Менская.
- Второй режиссёр: Ирина Иващенко.
- Монтаж: Мария Тесленко.
- Ассистент режиссёра: Екатерина Моцарь.
- Make-Up: Анжела Посохова.
- Гример: Лариса Сапанович.
- Запись музыки: Владимир Бебешко.
- Ассистенты звукорежиссера: Евгений Сухой и Игорь Кривошеин.
- Координатор: Валерий Сардудинов.
- Каскадеры: Руслан Горелый, Константин Щекита, Александр Кочетков, Александр Карпов и Александр Некрасов.
- Административная группа: Инна Вишняк, Вия Кальва, Татьяна Воронцова, Наталия Гагуа, Максим Маган, Максим Мамонтов, Андрей Мельник и Иван Фролов.
- Хореограф: Ольга Воробьева.
- Костюм черта: Валентин Юдашкин.
- Костюмер: Светлана Кудряшова.
- Компьютерный дизайн: Студия "АВ ТВ", Сергей Чистяк и Дмитрий Чистяк.
- Звукооформители: Николай Турковский и Александр Дубович.
- Реквизиторы: Татьяна Гончарова и Людмила Стародубцева.
- Механики съемочной техники: Александр Шубский, Игорь Шубский, Анатолий Ковтун и Владимир Дузенко.
- Осветители: Илья Макаренко, Дмитрий Макаренко, Сергей Трошин и Дмитрий Пучкой.
- Фотограф: Владимир Гребенко.
- Водители: Василий Коваленко, Анатолий Лиховец и Геннадий Бусенко.
- Продюсеры: Влад Ряшин и Александр Зинченко.

## Саундтрек
В 2001 году на лейбле «Volia Music» был издан саундтрек к фильму.
| № | Название                    | Исполнитель                             | Автор музыки       | Автор стихов       |
| - | --------------------------- | --------------------------------------- | ------------------ | ------------------ |
| 1 | Я же говорила               | Ани Лорак                               | Константин Меладзе | Константин Меладзе |
| 2 | Не голублений               | Олег Скрипка                            | Константин Меладзе | Олег Скрипка       |
| 3 | Появись, мой суженый        | ВИА Гра, Ани Лорак                      | Константин Меладзе | Константин Меладзе |
| 4 | Горілка                     | Верка Сердючка                          | Константин Меладзе | Константин Меладзе |
| 5 | Друга нет                   | Лолита Милявская                        | Константин Меладзе | Константин Меладзе |
| 6 | Душа                        | Филипп Киркоров                         | Константин Меладзе | Константин Меладзе |
| 7 | Три зимы                    | Таисия Повалий                          | Константин Меладзе | Константин Меладзе |
| 8 | Ріка життя                  | Олег Скрипка Ани Лорак                  | Константин Меладзе | Дианна Гольдэ      |
| 9 | Ой як же було ізпрежди віка | Олег Скрипка Ани Лорак — хор «Берегиня» |                    |                    |